# Serena Malfi
Serena Malfi (Pomigliano d'Arco, 19 luglio 1985) è un mezzosoprano italiano.
È specializzata nel repertorio barocco, classico e belcantista segnatamente quelli mozartiano e rossiniano. Ha studiato al Conservatorio Santa Cecilia di Roma. Ha debuttato alla Opernhaus Zürich nel ruolo di Rosina ne Il barbiere di Siviglia di Gioachino Rossini nel 2009. Nel 2013 ha cantato all'Opéra Garnier di Parigi nel ruolo di protagonista ne La Cenerentola, sempre di Rossini.
Ha cantato inoltre ne La clemenza di Tito e Don Giovanni di Mozart, Il Flaminio e La Salustia di Giovanni Battista Pergolesi, Agrippina di Händel.
Dal 2010 è stata invitata ad esibirsi nei maggiori teatri lirici, tra i quali: Wiener Staatsoper, Opéra Garnier, Teatro comunale di Firenze, Teatro Colón di Buenos Aires, Teatro Real di Madrid, Palau de les Arts Reina Sofía di Valencia.

## Repertorio
| Ruolo           | Titolo                   | Autore    |
| --------------- | ------------------------ | --------- |
| Romeo Montecchi | I Capuleti e i Montecchi | Bellini   |
| Nerone          | Agrippina                | Händel    |
| Ruggiero        | Alcina                   | Händel    |
| Cherubino       | Le nozze di Figaro       | Mozart    |
| Zerlina         | Don Giovanni             | Mozart    |
| Despina         | Così fan tutte           | Mozart    |
| Annio           | La clemenza di Tito      | Mozart    |
| Salustia        | La Salustia              | Pergolesi |
| Ferdinando      | Il Flaminio              | Pergolesi |
| Dido            | Dido and Æneas           | Purcell   |
| Rosina          | Il barbiere di Siviglia  | Rossini   |
| Angelina        | La Cenerentola           | Rossini   |
| Ofelia          | La grotta di Trofonio    | Salieri   |
| Elmiro          | Dorilla in Tempe         | Vivaldi   |

## Album
- Pergolesi, Il Flaminio, Dantone.